# Katie Summerhayes
Katie Louise Summerhayes (ur. 8 października 1995 w Sheffield) – brytyjska narciarka dowolna, specjalizująca się w slopestyle'u i halfpipe'ie. Największy sukces w karierze osiągnęła w 2015 roku, kiedy zdobyła srebrny medal na mistrzostwach świata w Kreischbergu. Rok wcześniej wystąpiła na igrzyskach olimpijskich w Soczi, gdzie zajęła siódme miejsce. Najlepsze wyniki w Pucharze Świata osiągnęła w sezonie 2020/2021, kiedy to zajęła 6. miejsce w klasyfikacji OPP, a w klasyfikacji slopestyle'u była czwarta.

## Osiągnięcia

### Igrzyska olimpijskie
| Miejsce | Dzień     | Rok  | Miejscowość | Konkurencja | Zwyciężczyni     |
| ------- | --------- | ---- | ----------- | ----------- | ---------------- |
| 7.      | 11 lutego | 2014 | Soczi       | Slopestyle  | Dara Howell      |
| 7.      | 17 lutego | 2018 | Pjongczang  | Slopestyle  | Sarah Höfflin    |
| 13.     | 8 lutego  | 2022 | Pekin       | Big Air     | Eileen Gu        |
| 9.      | 15 lutego | 2022 | Pekin       | Slopestyle  | Mathilde Gremaud |

### Mistrzostwa świata
| Miejsce | Dzień       | Rok  | Miejscowość   | Konkurencja | Zwyciężczyni        |
| ------- | ----------- | ---- | ------------- | ----------- | ------------------- |
| 11.     | 3 lutego    | 2011 | Deer Valley   | Slopestyle  | Anna Segal          |
| 14.     | 5 lutego    | 2011 | Deer Valley   | Halfpipe    | Rosalind Groenewoud |
| 4.      | 9 marca     | 2013 | Voss          | Slopestyle  | Kaya Turski         |
| 2.      | 21 stycznia | 2015 | Kreischberg   | Slopestyle  | Lisa Zimmermann     |
| DNS     | 18 marca    | 2017 | Sierra Nevada | Halfpipe    | Ayana Onozuka       |
| 11.     | 13 marca    | 2021 | Aspen         | Slopestyle  | Eileen Gu           |
| 16.     | 16 marca    | 2021 | Aspen         | Big Air     | Anastasija Tatalina |

### Puchar Świata

#### Miejsca w klasyfikacji generalnej
- sezon 2011/2012: 103.
- sezon 2012/2013: 78.
- sezon 2013/2014: 67.
- sezon 2014/2015: 103.
- sezon 2015/2016: 49.
- sezon 2016/2017: 32.
- sezon 2017/2018: 83.
- sezon 2018/2019: –
- sezon 2019/2020: 67.

Od sezonu 2020/2021 klasyfikacja generalna została zastąpiona przez klasyfikację Park & Pipe (OPP), łączącą slopestyle, halfpipe oraz big air.
- sezon 2020/2021: 6.
- sezon 2021/2022: 17.

#### Miejsca na podium zawodach
1. Silvaplana – 9 lutego 2013 (slopestyle) – 2. miejsce
2. Gstaad – 18 stycznia 2014 (slopestyle) – 2. miejsce
3. Stubaital – 26 listopada 2017 (slopestyle) – 2. miejsce